# Radhanath Sikdar
Radhanath Sikdar (en bengalí: রাধানাথ শিকদার) (1813-1870) fue un matemático bengalí (India) que calculó la altura del «pico XV» del Himalaya y descubrió que era la montaña más alta del mundo. El«pico XV» fue posteriormente renombrado como monte Everest.
Sikdar trabajó para el Topógrafo General de la India, una institución del Raj Británico de la India en aquel momento. Sikdar se unió al Gran Proyecto de Topografía Trigonometrica en 1840 y fue educado en el Hare School, y en el Hindu College (hoy llamado Colegio de la Presidencia en Calcuta, India. En 1854, inició el periódico Masik Patrika, para la educación y potenciación de la mujer. 
Algunos indios, incluyendo el anterior primer ministro Atal Behari Vajpayee, son de la opinión de que el monte Everest debería llevar su nombre. 
El Servicio de Correos de la India emitió un sello el 27 de junio de 2004 conmemorando la creación del Gran proyecto de topografía trigonometrica en Madrás (India) el 10 de abril de 1802. Los sellos muestran a Radhanath Sikdar y a Nain Singh, por su importante aportación a la sociedad. El Gran Arco se refiere a la exploración sistemática y registro de la topografía del Subcontinente Indio que fue iniciada con el Proyecto.